# Corydendrium album
Corydendrium album är en nässeldjursart som beskrevs av Hirohito 1988. Corydendrium album ingår i släktet Corydendrium och familjen Oceanidae. Inga underarter finns listade i Catalogue of Life.